# Prosobonia cancellata
El andarríos de Tuamotu (Prosobonia cancellata) es una especie extinta de ave charadriforme de la familia Scolopacidae que vivía en la isla de Kiritimati perteneciente a Kiribati. Se extinguió en algún momento de la primera mitad del siglo xix.